# اپیسهاوزن
اپیسهاوزن (به آلمانی: Eppishausen) یک شهر در آلمان است که در اونترالگوی واقع شده‌است. اپیسهاوزن ۱٬۸۴۶ نفر جمعیت دارد.